# Psychotronika
Ten artykuł opisuje teorie, metody lub czynności niezgodne ze współczesną wiedzą naukową.
Psychotronika – kontrowersyjna dyscyplina paranaukowa, popularna głównie we wczesnych latach 1970 w krajach Bloku Sowieckiego. Choć psychotronika nigdy nie zyskała powszechnej akceptacji społeczności naukowej, w kontekście zimnej wojny znalazła poparcie, w tym finansowe, niektórych agencji po obu stronach konfliktu.

## Etymologia i zakres pojęciowy
Termin „psychotronika” został po raz pierwszy użyty przez francuskiego inżyniera Ferdinanda Clerca, który go wprowadził go w latach 1930, oraz został przypomniany w roku 1955 w czasopiśmie radiotechnicznym o nazwie fr. Toute la Radio. Zamiarem Clerca było wyjście poza terminologię parapsychologii, by opisać domniemaną jedność zjawisk psychicznych i energetycznych, zwłaszcza w odniesieniu do futurystycznych metod wykrywania i wzmacniania prądów mózgowych.

## Prekursorzy

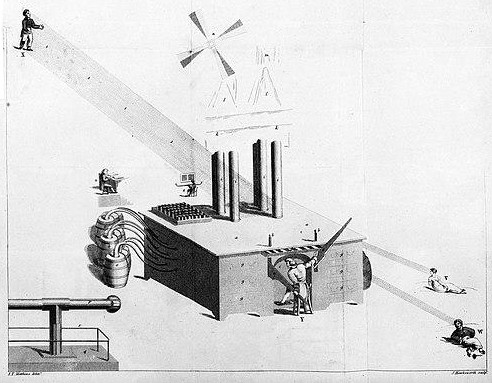
Prekursor psychotronu: „powietrzne (eteryczne, bezprzewodowe) koromysło” z „chemią pneumatyczną”, która dręczyła James Tilly Matthews niewidzialnymi promieniami, z „generatorem ładunku gazowego”

Podobne psychotronice urojenia technologiczne są alter ego samej technologii; w 1810 roku James Tilly Matthews, uznany ostatecznie za chorego psychicznie, narysował dokładne plany maszyny, która jego zdaniem dręczyła go najnowocześniejszą technologią swoich czasów: hipnozą, bateriami ogniw galwanicznych i nowo odkrytymi gazami: [al]chemia pneumatyczna, która ma siedzibę w London Wall w Moorfields i dręczy [...] promieni emitowanymi przez maszynę zwaną „powietrznym [eterycznym, bezprzewodowym] koromysłem” lub „generatorem ładunku gazowego”. Pod koniec XIX wieku pacjenci psychiatrów często twierdzili, że ich myśli są telegraficznie przesyłane na cały świat lub odwrotnie: że otrzymują wiadomości niewidzialnym telefonem. W 1894 roku dramatopisarz August Strindberg, lecząc się z nerwicy, wierzył że jest prześladowany przez elektryczne urządzenie „akumulatorowe” ukryte pod jego łóżkiem.

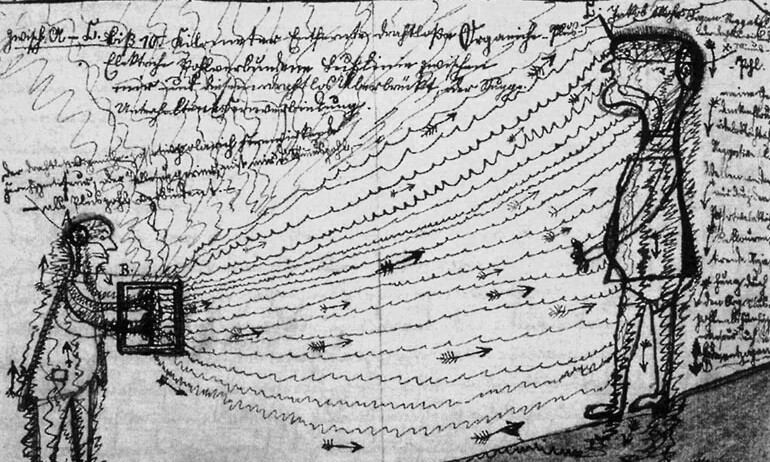
Autorem tego wyobrażenia psychotronu, „On the Origin of the „Influencing Machine” in Schizophrenia” z 1910 roku był Jakob Mohr, rolnik i handlarz cierpiący na schizofrenię paranoidalną: widać tu osobę trzymającą małe pudełko przypominające staromodny aparat fotograficzny, które emituje w stronę swojej ofiary Thought insertion

W 1919 roku współpracownik Freuda, Victor Tausk, ukuł termin „maszyna wywierająca wpływ”, aby stypizować takie przekonania, które uważał za nową odmianę schizofrenii. Dla pacjentów doświadczających dziwnych objawów fizycznych i psychicznych, szczególnie tych, które wiązały się z utratą kontroli nad własnymi myślami i ciałami, „maszyna wywierająca wpływ” zapewniała racjonalizację takich szaleńczych myśli. Takie urządzenia były fantastycznymi rozszerzeniami „hi-tech” ówczesnych czasów, kontrolowanymi przez złośliwych i niewidzialnych lalkarzy sterujących ludzkimi marionetkami, często współpracując z samym psychiatrą danego pacjenta, patrz też: urojenia prześladowcze.
Teoria psychotroniki nawiązywała do myśli Justin Antoine Alfred Bovisa, który w swoim pamflecie „Nicejska metoda radiestezji” opublikowanym podczas Międzynarodowego Kongresu Radiotelegrafii (fr. Radiotellerie) promował piramidologię oraz „zdalną indukcję form [geometrycznych]”, mierząc „biometrem” (wahadełkiem) dobroczynne i szkodliwe promieniowanie tejże:

Uważam, że linie promieniowania powstają na skutek odbicia fal kosmicznych z każdej strony; eksperymenty, które przeprowadziłem w laboratorium, zdają się potwierdzać to przypuszczenie.

Sam rdzeń „psychotron” był używany w tym znaczeniu w prasie anglojęzycznej w domenie sci-fi w latach 1940, a w latach 1950 w popularnej prasie technicznej czy medycznej, w której zachwalano wśród psychiatrów nieco groźnie brzmiące narzędzia do terapii szokowej o nazwie: niem. PSYCHOTRON Elektro-Schockapparat. Prognozowano też wtedy wynalezienie „komputerów psychotronicznych”, które obecnie kojarzymy ze sztuczną inteligencją, systemami adaptacyjnymi, a nawet uczeniem maszynowym: z samo-organizującymi się wzorcami, dzięki którym system uczy się i dostosowuje do nowych danych – podobnie do sposobu, w jaki działa obecnie sztuczna inteligencja.

## Apogeum popularności

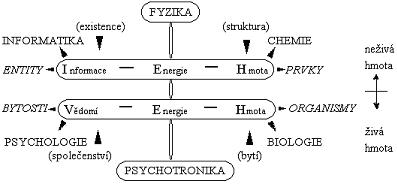
Klucz do zrozumienia czeskiej psychotroniki

Koncepcja ta została później przejęta w Czechosłowacji w latach 1960, gdzie zyskała popularność, ale i zmieniła zakres: w tym nowym kontekście termin psychotronika był używany do opisu badania domniemanych ludzkich zdolności pozazmysłowych, z naciskiem na wyjaśnienie tych zdolności poprzez materialne, prawdopodobnie elektromagnetyczne siły, a nie duchy, co dostosowało tę dziedzinę do materialistycznego, marksistowskiego światopoglądu i czyniło ją akceptowalną w ramach ówczesnych badań w bloku komunistycznym, zgodnie z komunistyczną koncepcją „socjalistycznych zwiastunów przyszłości”: 

Zarzucano [psychotronice] celowe fabrykowanie cudów i ukryty idealizm. O ileż bardziej elastyczną i dalekowzroczną postawę wobec zjawisk psychicznych zaprezentował Lenin: "Byłoby to wierutnym głupstwem - pisał w pracy "Materializm a empiriokrytycyzm" - mniemać, jakoby materializm [był niezgodny z realnością] świadomości [czy zasad] elektromagnetycznego czy bardziej złożonego jeszcze obrazu świata [...]"

Jednakże jej zasady też wywodziły się z przesądów i magii, na przykład z magii przenośnej czy magnetyzmu, co władze tolerowały w imię zasady „lepsza zabawa w czarną magię niż politykowanie”.

### Obszary badań

Radiometr wyczekujący mentalnych fal płynących od psychotronika

Badania w ramach psychotroniki obejmowały takie domniemane zjawiska:
- Biotelegnozę (zdalne postrzeganie, jasnowidztwo), w tym domniemaną „wrażliwość dermooptyczną” (widzenie palcami)[20]
- Biokomunikację (wymianę informacji między żywymi organizmami)
- Biodiagnostykę, rozumianej jako diagnoza choroby domniemaną percepcją pozazmysłową, bezpośrednio lub za pośrednictwem obiektu pośredniczącego lub „induktora”, takiego jak próbka moczu
- Energię mentalną, często poprzez eksperymenty koncentrujące się na telekinezie, takie jak zdolność do zatrzymywania ruchu radiometru Crookesa.

### Rozwój w Czechosłowacji

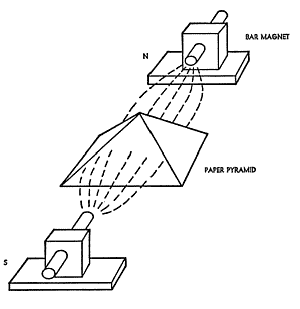
Piramidka psychotroniczna z „psycho-koncentratorem”, domniemana „zasada działania” urządzeń Pawlity

Jak wspomniano wcześniej, termin „psychotronika” został odrodzony w Czechosłowacji w połowie 20. wieku: przewodziły temu takie postacie jak František Kahuda, były minister edukacji i fizyk, który rozwinął teorię „mentionów” jako „cząsteczek myśli”, i Zdeněk Rejdák w 1967 roku, który odegrał kluczową rolę w tworzeniu grup badawczych psychotroniki i zorganizował międzynarodową konferencję na ten temat: w 1973 roku na I Międzynarodowym Kongresie Badań Psychotronicznych w Pradze ogłoszono „potrzebę podjęcia szeroko zakrojonych badań nad różnymi niezbadanymi dotąd, bądź kategorycznie odrzuconymi przez naukę zjawiskami”. Odbył się też drugi kongres psychotroniki w Monte Carlo, zaś czeski biznesmen i domorosły wynalazca Robert Pavlita na początku lat 1970 zaczął konstruować „generatory (lub koncentratory) psychotroniczne”, które niepokoiły analityków czechosłowackich i rosyjskich (Ministerstwo Spraw Wewnętrznych Czechosłowacji zwróciło się do Akademii Nauk ZSRR o pomoc w zbadaniu generatorów Pavlity w 1972 roku, która orzekła, że „raczej nie działają”) oraz CIA, patrz też: Projekt Stargate oraz rozdział Aspekty Wojskowe poniżej.

### Rozwój w Polsce

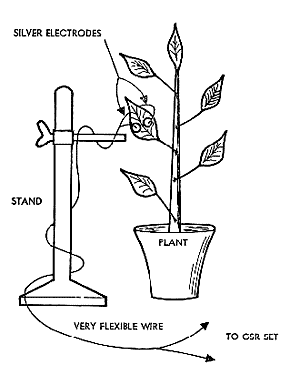
Urządzenie reklamowane jako psychotroniczny promiennik roślin

Psychotronika stała się zaraz popularna i w Polsce: jej definicja z lat 1970 to „nauka o energetyce życia” (którą uznawano za godną międzynarodowej współpracy), zaś definicja ustalona na „Pierwszym Polskim Kongresie Psychotroniki” przez „Radę Naukową ds. nomenklatury” w Łodzi w 1991 roku to nauka interdyscyplinarna, zajmującą się „siłami działającymi na odległość” i „interakcjami zachodzących pomiędzy organizmami żywymi a ich środowiskiem”, a nawet „wpływami nań ze stronu Układu Słonecznego i kosmosu”. Aktywnie promował ją Emfazy Stefański, który w latach 1970, dzięki kontaktom z psychotronikami francuskimi, wprowadził w środowisko polskich naukowców Prezydenta Międzynarodowej Organizacji Psychotroników amerykańskiego doktora nauk Stanleya Krippnera, a także należał do rady redakcyjnej biuletynu psychotroników „Trzecie Oko” pod redakcją Marka Godlewskiego, oprócz swojej pracy jako tajny współpracownik Służby Bezpieczeństwa w tym właśnie środowisku. Problemy Zjawisk Nieznanych był miesięcznikiem wydawanym przez Wielkopolskie Stowarzyszenie Psychotroniczne w latach 1985–1989.

### Inne kraje
Kluby psychotroniczne także powstały w Stanach Zjednoczonych, Kanadzie (International Association for Psychotronic Research) czy w Japonii (日本意識工学会: Japońskie Towarzystwo Inżynierii Umysłu albo „Instytut Psychotroniczny”, którego założyciel dowodził, iż grawitacja jest wynikiem „panpsychicznej świadomości”).

## Instytucjonalizacja
Chociaż reżim komunistyczny oficjalnie sprzeciwiał się ezoteryce, miewał złożone i ambiwalentne relacje z psychotroniką: prosowieckie władze wspierały badania psychotroniczne, o ile były one zgodne z materialistyczną filozofią, którą uważano za naukowo obiektywną, zaś czeska Służba Bezpieczeństwa (StB) również wykorzystywała jasnowidzów do dochodzeń, szczególnie w poszukiwaniu „skarbu w Štěchovicach”, co pokazywało pragmatyczne wykorzystanie tej dziedziny pomimo ideologicznych zastrzeżeń.
Psychotronika zyskała instytucjonalne poparcie wraz z utworzeniem Laboratorium Psychoenergetycznego: początkowo na Politechnice Czeskiej (ČVUT), a później na Uniwersytecie Chemii i Technologii (VŠCHT). PEL został podzielony na Laboratorium Psychoenergetyczne Kahudy i Zakład Badań Psychotronicznych i Juwenologii Rejdáka, które ze sobą konkurowały o środki publiczne.
Także w Stanach Zjednoczonych, oprócz prób zastosowań wojskowych (patrz Aspekty Wojskowe poniżej), rządzący wierzyli w jej skuteczność: w 2001 r. polityk Dennis Kucinich (demokrat z Ohio) wniósł wniosek o ustawowy zakaz rozwoju i stosowania „broni psychotronicznej”.

### Aspekty wojskowe

#### USA
Wojskowi USA już w latach 1960 finansowali eksperymenty stymulacji mózgu elektrodami, przeprowadzane przez doktora José Manuel Rodríguez Delgado, który w 1969 roku napisał też kontrowersyjną programową książkę Physical Control of the Mind: Toward a Psychocivilised Society o masowej inżynierii społecznej przez stymulowanie mózgów członków społeczeństwa. We wczesnych latach 1970 z kolei psychiatra Peter R. Breggin tak krytykował takie (naiwne wtedy i groźne) próby psychochirurgii w Kongresie USA:

[Krytykując podejście Delgado i jego zwolenników:]
[Dążą oni do] programu psychochirurgii dla politycznej kontroli naszego społeczeństwa. Ich celem jest bezpośrednia kontrola umysłu [... poprzez] elektryczne sterowanie mózgami. Pewnego dnia [całe] armie i ich generałowie będą sterowani [takimi zdalnymi narzędziami].

Analitycy CIA od wczesnych lat 1970 także obawiali się przewagi Bloku Sowieckiego w „bioenergetyce” i pokrewnych ezoterycznych naukach; w roku 1972 agencja CIA zainwestowała więc w konkurencyjne badania w reakcji na powyższe inicjatywy bloku sowieckiego. W 1976 opublikowano raport Defense Intelligence Agency „Badania parapsychologiczne w Związku Radzieckim i Czechosłowacji” (ang. Soviet and Czechoslovakian Parapsychology Research), który obiektywnie, bez uprzedzeń, przedstawił historię badań psychotronicznych (pod różnymi nazwami) w krajach bloku sowieckiego od początku XX wieku. Raport przedstawiał też potencjalne zastosowania pokrewnych badań prowadzonych w Związku Radzieckim i Czechosłowacji, a zdaniem jego autorów:
- Kontrola umysłu: Sowieci „badali modyfikację zachowań za pomocą środków telepatycznych(inne języki)”. Telepatia stałaby się nowym, subtelnym narzędziem elit na świecie (patrz: grupa trzymająca władzę), ze szkodliwymi skutkami technik wpływu na percepcję podprogową, które mogą być wymierzone w personel USA lub sojuszników w silosach rakiet nuklearnych. Podprogowe przekazy mogłyby(inne języki) być „przenoszone sygnałami telewizyjnymi lub telepatią”, według polskiego badacza psychotroniki doktora Stefana Manczarskiego[44].
- Śmiercionośność: Sowieci „badali przydatność urządzeń Pawlity do zabijania” (patrz ich ilustracja wyżej), zakładając także ich zdolność do „zmian osobowości lub fizjologii, które mogłyby wpływać na zdolność bojową”, czyli wykorzystanie psychotroniki jako broni.
- Trening psychiczny: Sowieci „chcieli szkolić wielu obywateli, aby rozwijali i kontrolowali swoje ukryte zdolności psychiczne”.

Raport ten traktuje więc koncepcje kontroli umysłu, morderstw psychotronicznych i masowych treningów psychicznych jako zasługujące na uwagę, w oparciu o analizy badań i raportów pochodzących ze Związku Radzieckiego i Czechosłowacji, odzwierciedlając autentyczne obawy dotyczące potencjalnych skutków takich psychotronicznych wynalazków. Niezależnie więc od swoich osobistych przekonań, amerykańscy analitycy wojskowi uważali radzieckie i czechosłowackie badania nad parapsychologią za ważne strategicznie dla wojsk USA.
Dopiero raport Narodowej Akademii Nauk USA z 1987 r., zlecony przez Army Research Institute, uznał psychotronikę za jeden z „barwniejszych przykładów” wojny psychologicznej, a jej pełniejsza historia po raz pierwszy pojawiła się w anegdotach, prasie i książkach w USA dopiero w latach 1990. Raport ten przytoczył domniemane „psychotroniczne oręże” (patrz Wunderwaffe), takie jak „hipersferyczna haubica nuklearna”, plotki że to rosyjska „broń psychotroniczna” była odpowiedzialna za chorobę Legionistów i zatopienie USS Thresher, wszystkie one w gamie „od niewiarygodnych do zwariowanych”. Komitet ten zauważył, że chociaż istnieją doniesienia o stosowaniu takich środków, „nic zbliżonego do literatury naukowej nie popiera twierdzeń o istnieniu broni psychotronicznej”.

#### ZSSR i Rosja
W latach 1980. Ministerstwo Obrony ZSRR też zaczęło prowadzić prace nad „bronią psychotroniczną”, mającą umożliwić kontrolowanie umysłów wroga: oprócz psychotroników w eksperymentach brali udział wizjonerzy, astrologowie i okultyści. Podobne usługi istniały także w innych ministerstwach, a nawet w parlamencie rosyjskim. Ten dziwaczny rozwój wydarzeń został zapoczątkowany przez Ludową Akademię Energetyki i Informacji, założoną w Moskwie w 1980 roku. W lutym 1990 r. rząd radziecki utworzył „Centrum Technologii Niekonwencjonalnych”, w którym uczestniczyło ponad piętnaście instytucji naukowych zajmujących się badaniami nad „skrętem obrotowym”. Finansowanie „technologii skrętno-obrotowej” osiągnęło około kilkaset milionów rubli, przekazywane za pośrednictwem ukrytych budżetów rosyjskiego Ministerstwa Obrony. Wojsko utworzyło jednostkę 10003, która miała prowadzić badania psychotroniczne, a Federalna Służba Bezpieczeństwa Rosji zgromadziła zespół jasnowidzów. W administracji prezydenta Jelcyna istniał zespół specjalistów od zjawisk paranormalnych (tzw. „ekstrasensów”), którzy pełnili funkcje w służbach bezpieczeństwa w latach 1992–1996 i odpowiadali m.in. za astrologiczne prognozy dotyczące prezydenta.

## Krytyka i kontrowersje

Argentyńska wersja broni psychotronicznej, argentyński satyryczny mural we Florencio Varela w 2012 roku: „zdalne sygnały (telewizja) cię ogłupiają!”

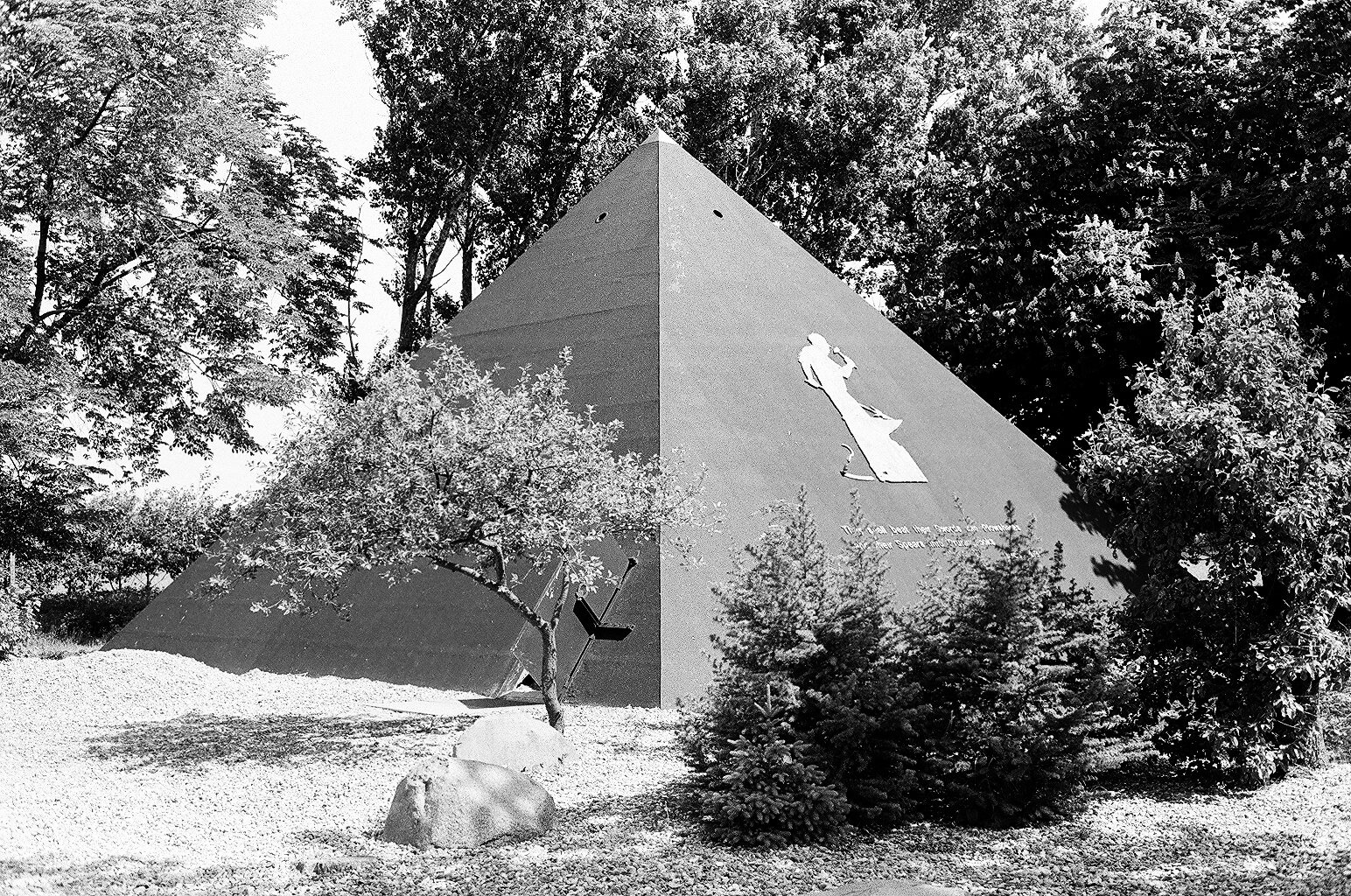
Duńska piramida z lat 1980 nawiązująca do idei energii psychotronicznych

Psychotronika była krytykowana przede wszystkim za brak rygoru naukowego i niemożność powtórzenia wyników eksperymentów. Wielu naukowców i sceptyków uznało ją za paranaukę, a brak powszechnie akceptowanych dowodów empirycznych sprawił, że nie znalazła miejsca w uznanych dziedzinach badań akademickich; krytycy (w tym audyt armii USA w latach 1990) podkreślali, że stosowane metody badawcze nie spełniały podstawowych wymogów naukowej falsyfikowalności i kontroli eksperymentalnej.
W Rosji w latach 1990 okazało się, że A.E. Akimov, główny twórca teorii pól „torsyjno-skrętnych” nie miał doktoratu; dopiero w lipcu 1991 r. Państwowy Komitet Rady Ministrów ZSRR ds. Nauki i Techniki przyznał, że kilka rosyjskich ministerstw wydało pół miliarda rubli łącznie na pseudonaukowe osiągnięcia związane z „polem skrętnym” lub „mikroleptonowym”. Czeski Klub Sceptyków Sisyfos przyznał Zdeňkowi Rejdákowi antynagrodę cz. Bludný balvan (order „bałwana malowanego”, dosłownie: głazu narzutowego) za jego wkład w promowanie psychotroniki jako rzekomej nauki

### Interpretacje i alternatywne spojrzenia
Choć współcześni krytycy traktowali psychotronikę głównie jako pseudonaukę, późniejsze analizy zwróciły uwagę na jej rolę w kontekście zimnej wojny. Była postrzegana zarówno jako element propagandy, jak i operacja psychologiczna mająca na celu dezinformację przeciwnika. Niektórzy badacze uznali psychotronikę za kulturowy artefakt późnego socjalizmu – produkt epoki, w której nauka, ideologia i mistycyzm splatały się w nieoczywisty sposób.
Polscy socjologowie i kulturoznawcy porównują psychotronikę do nowych ruchów religijnych i okultyzmu, zwracając uwagę na jej wpływ na idee rolnictwa biodynamicznego oraz rozwój szkół waldorfskich. W niektórych interpretacjach psychotronika jest również ujmowana jako forma marksistowskiej eschatologii – teza ta sugeruje, że badania nad psychotroniką w okresie normalizacji po Praskiej Wiośnie były próbą pogodzenia marksistowskiego materializmu z duchowymi (nieracjonalnymi) aspektami ludzkiej egzystencji.

## Upadek i pogrobowcy

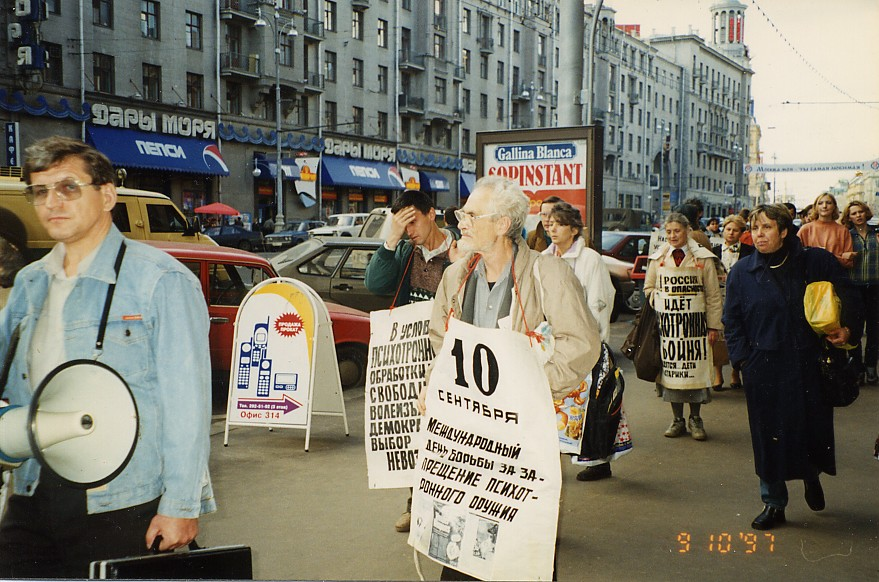
Protest przeciw „międzynarodowym broniom psychotronicznym” w Moskwie w 1997 roku

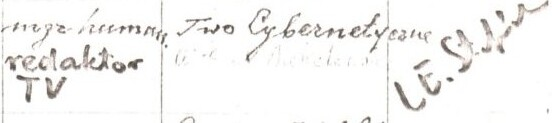
Tytuły założyciela Polskiego Towarzystwa Psychotroniki (ówczesna nazwa: Radiestezji), rok 1976

Po upadku reżimu komunistycznego w 1989 roku, psychotronika straciła na popularności i finansowaniu; państwowe instytucje i grupy badawcze zostały zamknięte. Pomimo upadku, niektórzy zwolennicy psychotroniki, tacy jak Czeskie Towarzystwo Psychoenergetyczne, kontynuują badania i promują jej idee. Termin ten też występuje jako synonim „nowoczesnej, alternatywnej psychologii” w prasie kobiecej, w sztuce awantgardowej, lub jako „gatunek filmu charakteryzujący się dziwacznymi lub szokującymi fabułami, często kręcony przy niskim budżecie”, patrz Psychotronik.
W latach 1990, w nowych poradzieckich warunkach, po Rosji krążyły plotki o ściśle tajnym programie psychotronicznych technik prania mózgu udoskonalonych przez KGB i Ministerstwo Obrony już w latach 1970, mającym na celu przekształcanie żołnierzy w nieustraszone, bezkrytyczne „maszyny bojowe”, a wrogów w „bezwolne warzywa”. Techniki te miały wykorzystywać niszczycielskie fale radiowe o wysokiej częstotliwości, hipnotyczne dźwięki zakodowane komputerowo i zniewalające pola elektromagnetyczne, a także pistolety ultradźwiękowe zdolne zabić kota z odległości pięćdziesięciu metrów, które podobno zostały pierwotnie opracowane do celów medycznych i zaadaptowane dla wojska, patrz też: syndrom hawański. W 1993 roku wyszła popularna książka „Wojna psychotroniczna”, która powielała te mity, zaś „Moskiewski Komitet Ekologii Mieszkaniowej”, zbierał podpisy przeciwko „ludobójstwu psychotronicznemu” w Federacji Rosyjskiej i zbierał przykłady domniemanego stosowania tejże.

## Odniesienia w kulturze

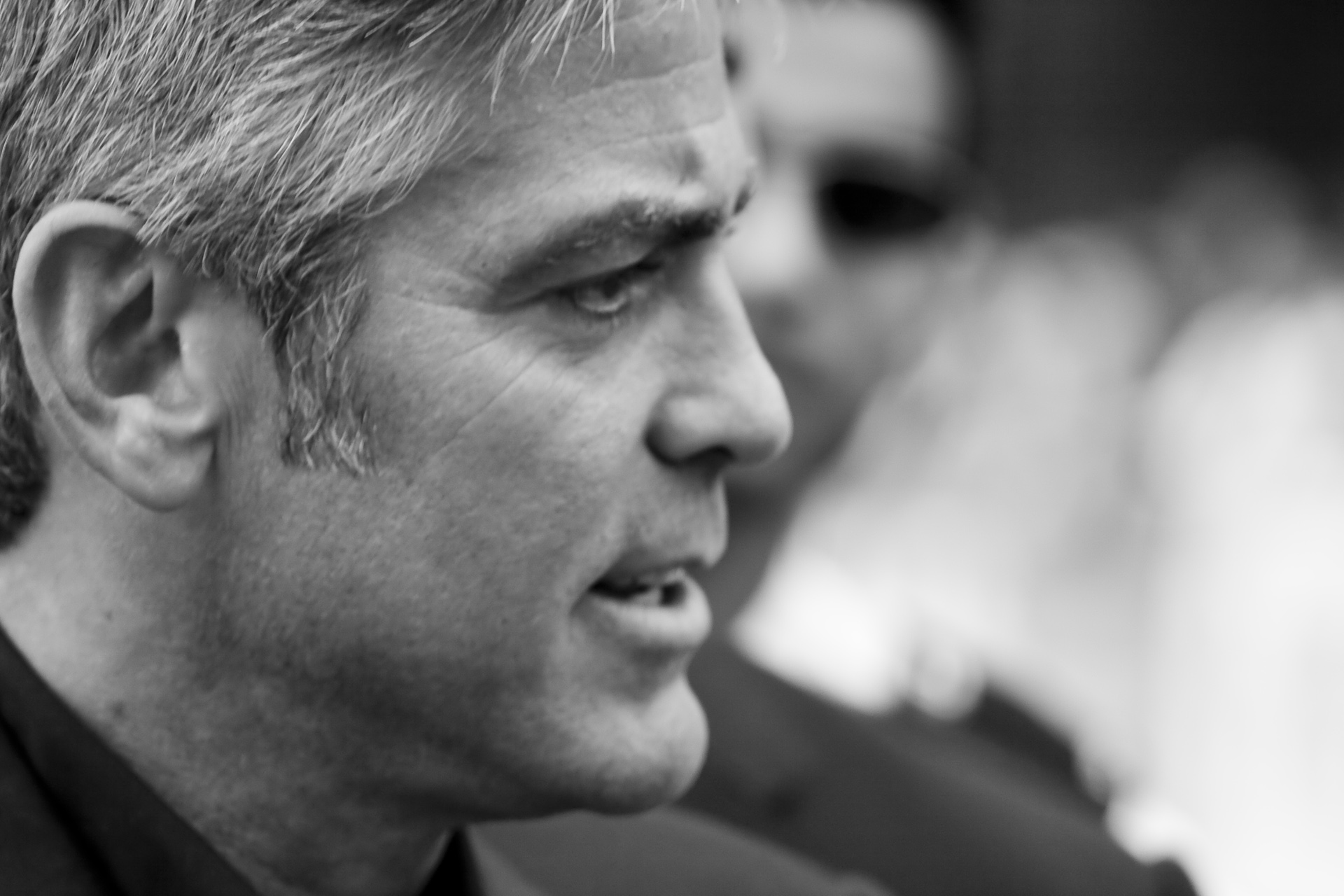
Premiera filmu „Człowiek, który gapił się na kozy” w reżyserii Granta Heslova podczas Międzynarodowego Festiwalu Filmowego w Toronto w 2009 r.

W latach 1970. powstał film Stanisława Suchonia emitowany w TV pod tytułem „Spotkanie z psychotroniką” (oficjalnie jako tylko reportaż o pracy Międzynaukowej Sekcji Parapsychologicznej przy klubie „Trzy Kontynenty” – pierwszego w Polsce po 1945 roku związku zajmującego się zjawiskami parazmysłowymi, którego ówczesnym prezesem był Emfazy Stefański), krytykowany już wtedy przez prasę czy specjalistów i którego realizacja doprowadziła do tej sekcji rozwiązania. Do historii czeskiej psychotroniki odwołuje się czesko-niemiecka komedia To se vysvětlí, soudruzi! („Wszystko się wyjaśni, towarzysze!) z 2024 roku. Powierzchowną, komediową reinterpretację przedstawia amerykański film Człowiek, który gapił się na kozy.